# Daira d'El Eulma
La daïra d'El Eulma est une circonscription administrative algérienne située dans la wilaya de Sétif. Son chef-lieu est situé sur la commune éponyme d'El Eulma.

## Communes de la daïra
La daïra regroupe les trois communes de Bazer Sakhra, El Eulma et Guelta Zerka.